# Frasniano
| Sistema/Período | Série/Época   | Andar/Estágio | Idade (Ma)   |
| --- | ------------- | ------------- | ------------ |
| Carbonífero | Mississipiano | Tournaisiano  | mais recente |
| Devoniano | Superior      | Fameniano     | 358.9–372.2  |
| Devoniano | Superior      | Frasniano     | 372.2–382.7  |
| Devoniano | Médio         | Givetiano     | 382.7–387.7  |
| Devoniano | Médio         | Eifeliano     | 387.7–393.3  |
| Devoniano | Inferior      | Emsiano       | 393.3–407.6  |
| Devoniano | Inferior      | Pragiano      | 407.6–410.8  |
| Devoniano | Inferior      | Lochkoviano   | 410.8–419.2  |
| Siluriano | Pridoli       | Pridoli       | mais antigo  |
| Subdivisão do Devoniano de acordo com a Tabela Cronoestratigráfica Internacional versão 2015/1 da Comissão Internacional sobre Estratigrafia. |               |               |              |

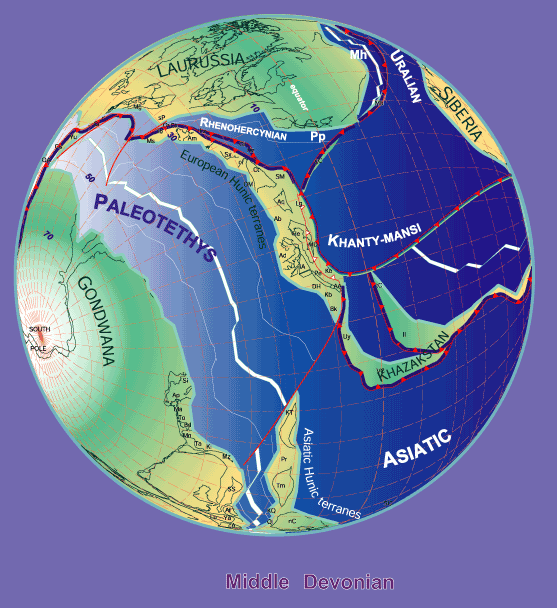
Reconstrução das placas tectônicas há aproximadamente 380 milhões de anos (Ma)

Na escala de tempo geológico, o Frasniano é a idade da época Devoniana Superior do período Devoniano da era Paleozóica do éon Fanerozóico que está compreendida entre 385 milhões e 300 mil (385.3 Ma) e 374 milhões e 500 mil anos atrás (374.5 Ma), aproximadamente. A idade Frasniana sucede a idade Givetiana da época Devoniana Média de seu período, e precede a idade Fameniana de sua época.